# Perilestes gracillimus
Perilestes gracillimus är en trollsländeart som beskrevs av Kennedy 1941. Perilestes gracillimus ingår i släktet Perilestes och familjen Perilestidae. IUCN kategoriserar arten globalt som otillräckligt studerad. Inga underarter finns listade i Catalogue of Life.